# Place Josette-et-Maurice-Audin
Pour les articles homonymes, voir Place Maurice-Audin, Maurice Audin et Audin.
La place Josette-et-Maurice-Audin est une voie située dans le quartier Saint-Victor du 5e arrondissement de Paris.

## Situation et accès
Cette place de Paris est située à la jonction de la rue des Écoles et de la rue Saint-Victor au niveau de la rue de Poissy.
La place Josette-et-Maurice-Audin est desservie à proximité par la ligne 10 à la station Cardinal Lemoine.

## Origine du nom
Elle porte le nom du mathématicien et militant anticolonialiste, membre du parti communiste algérien, Maurice Audin (1932-1957), mort sous la torture pendant la guerre de libération nationale algérienne. En 2022 est ajouté le nom de sa femme Josette Audin, professeure de mathématiques et militante politique française (1931-2019).

## Historique
Elle a été inaugurée le 26 mai 2004 par le maire de la capitale, Bertrand Delanoë.
Le 13 octobre 2022, la « place Maurice-Audin » devient la « place Josette-et-Maurice-Audin ».

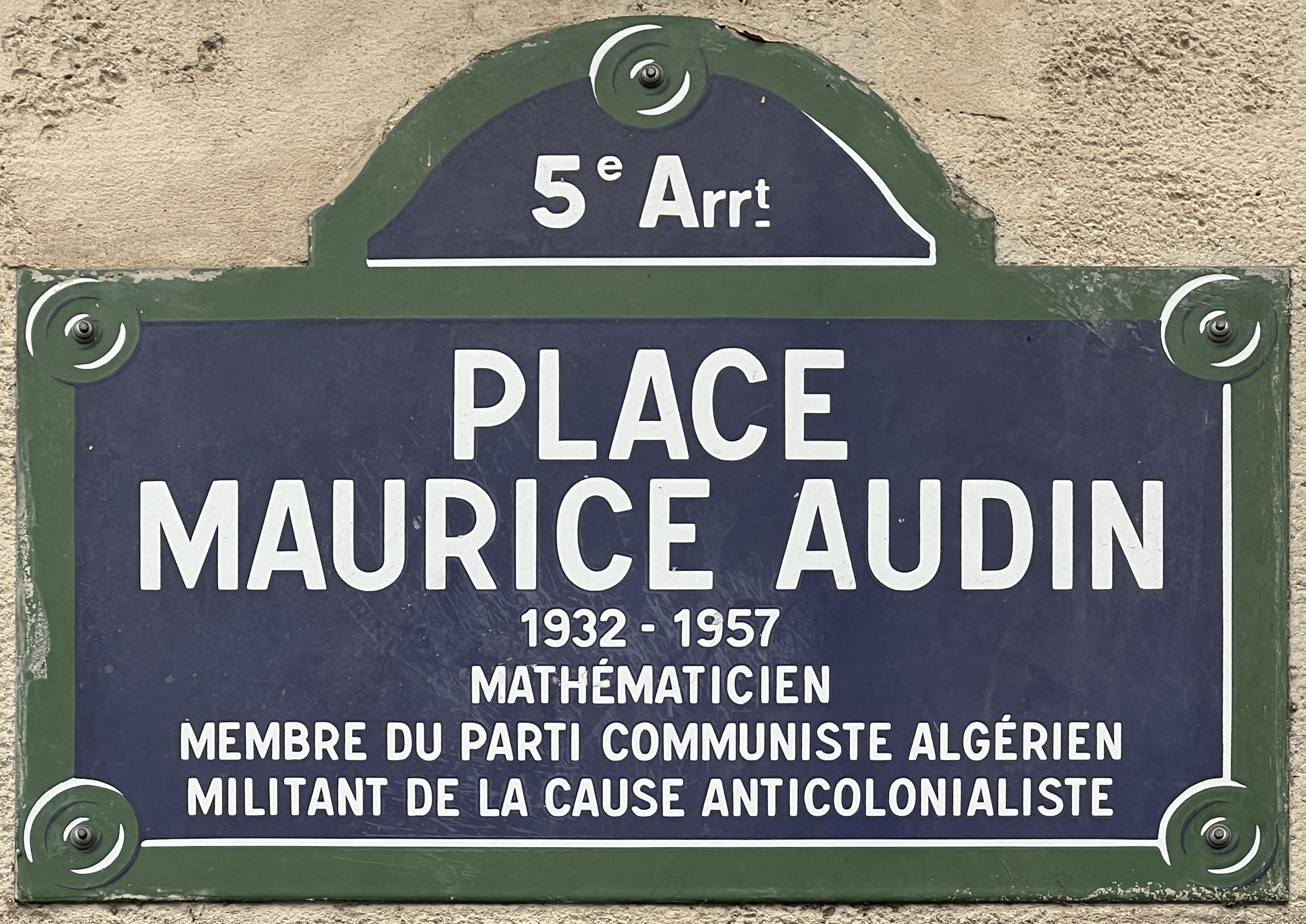
Plaque de la place Maurice-Audin.
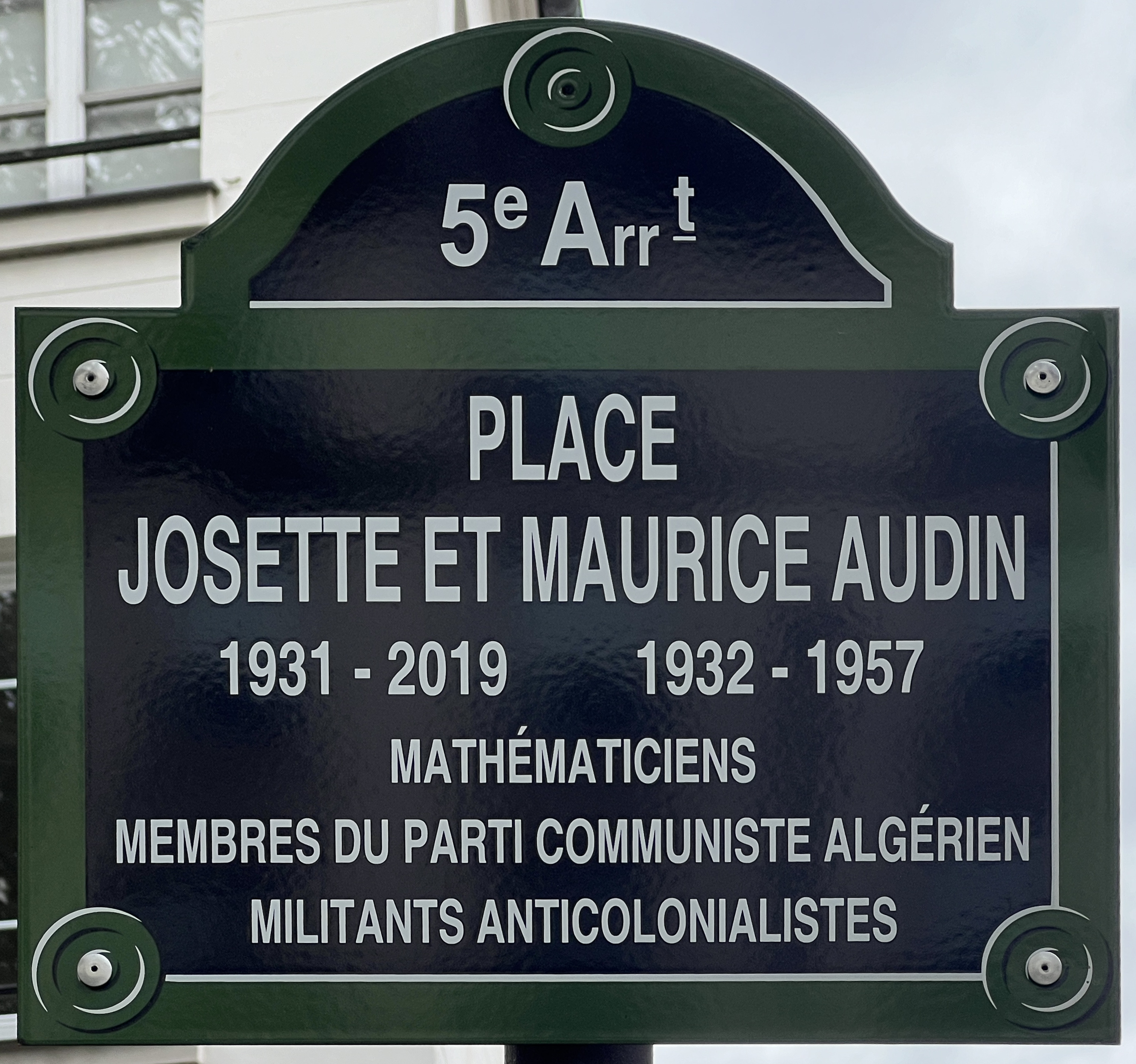
Plaque de la place Josette-et-Maurice-Audin.